# Rosenberg (Haag in Oberbayern)
Rosenberg ist ein Gemeindeteil des Marktes Haag in Oberbayern auf der Gemarkung Rosenberg. Der Ort schließt sich südlich an den Markt Haag an.

## Geschichte
Das Dorf Rosenberg entstand in den 1960er Jahren auf der Gemarkung der Gemeinde Rosenberg im Landkreis Wasserburg am Inn auf deren nördlichster Spitze, angrenzend an die Gemeinde Haag in Oberbayern. Das heutige Altrosenberg, damals noch der Weiler Rosenberg, war Hauptort der Gemeinde. Im Zuge der Gebietsreform in Bayern wurde die Gemeinde Rosenberg aufgelöst und das Gemeindegebiet am 1. April 1971 auf die Gemeinden Haag, Rechtmehring und Albaching aufgeteilt. Rosenberg kam zum Markt Haag in Oberbayern, Altrosenberg kam zu Rechtmehring.
Bei der Volkszählung 1961 wurde der Ort noch nicht als Gemeindeteil aufgeführt. 1970 betrug die Einwohnerzahl 1021. 1987 gab es 935 Einwohner in 206 Wohngebäuden mit 363 Wohnungen.